# Джедаизм
Джедаи́зм — нетеистическое новое религиозное движение, основанное на идеях фантастической киноэпопеи Джорджа Лукаса «Звёздные войны». Многие, однако, полагают, что для джедаизма больше подходит термин «субкультура», или «философское течение», нежели «религия» — так как до сих пор в джедаизме не сложилась чётко определённая религиозная община, джедаизм не имеет культовых действий (обрядов, таинств, т. п.), нет культовых сооружений.

## История возникновения

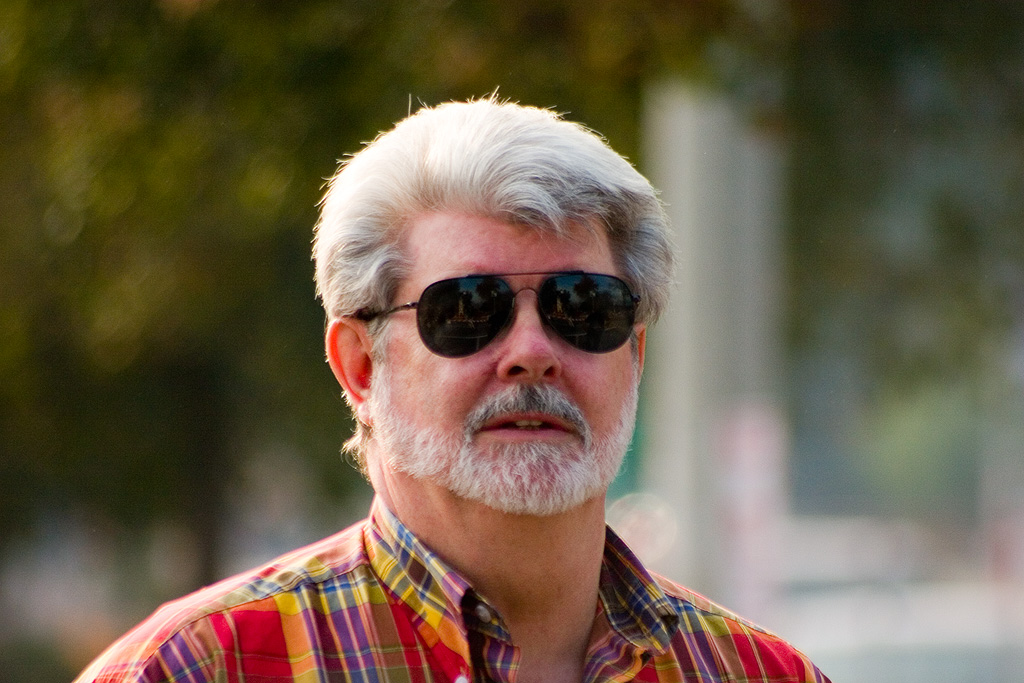
Джордж Лукас

Джедаизм возник на основе идей фантастической киноэпопеи Джорджа Лукаса «Звёздные войны». Положительными героями этого культового фильма являются рыцари Ордена Джедаев — «джеда́и», способные управлять «Силой», которая наделяет их сверхъестественными способностями. Эта «Сила», по сюжету фильма, — всеобъемлющее энергетическое поле, создаваемое всеми живыми существами, которое окружает и проникает во всё живое, и объединяет Галактику, в которой разворачивается действие «Звёздных войн». Благородным рыцарям-миротворцам противостоят столь же могущественные враги — ситхи, использующие Силу во зло, для достижения собственных корыстных целей. Носители добра и зла, вооружённые световыми мечами, ведут непримиримую войну в Галактике.
Сюжет оказал столь сильное влияние на многочисленных фанатов «Звёздных войн», что во время переписи населения в Британии, Австралии и в Новой Зеландии значительное количество участников массового опроса неожиданно для властей определили свою религию как «джедаизм».
Десятитысячный барьер был преодолён во много раз, и британское Министерство юстиции сразу после изучения предварительных итогов переписи зарегистрировало новое религиозное движение под кодом 8968 как «Jedi Knight» — «Рыцарь Джедай».
В феврале 2003 года были подведены окончательные итоги переписи, в результате которых обнаружилось, что сторонников новой религии в Великобритании даже больше, чем буддистов или иудеев. Согласно уточнённым данным, там проживает 390 тысяч джедаистов, 0,7 % всего населения. Как следует из статистики большинство джедаистов проживает в крупных университетских центрах: Брайтон, Кембридж, Оксфорд.
В Австралии приверженцев джедаизма насчитывается 70 тысяч. Однако местные власти предпочли считать поклонников фильма гражданами, затруднившимися с ответом на вопрос о вероисповедании.

## Джедаизм в России
В России движение джедаизма пока не обладает подобным размахом, однако и здесь имеется несколько неформальных общественных объединений, число которых стремительно растёт. Основным отличием российских организаций джедаев от зарубежных является отрицание религиозной основы организации и придание эзотерической и философской составляющей превалирующего значения в развитии движения в целом. Как правило, российские организации не занимаются массовой рекламой своей деятельности, и посему являются достаточно немногочисленными. Основная практическая деятельность организаций джедаистов в России — эзотерические и биоэнергетические техники (форсюзинг, англ. Force-using), базирующиеся в основном на западных и восточных духовных системах, медитации, а также некоторых современных системах личностного развития. Сегодня существуют даже разработанные методики становления джедаем, начиная от простых навыков, заканчивая способностями героев «Звёздных войн».
Также широкое распространение получило фехтование на дюралюминиевых или стеклопластиковых моделях световых мечей — саберфайтинг. Однако в данном занятии термины «падаван», «джедай», «рыцарь», «мастер» являются всего лишь обозначением ступеней мастерства, аналогично используемым в единоборствах терминам кю и дан. При том какая бы то ни было иерархия существует далеко не во всех сайберфайтерских объединениях. В трактовке некоторых объединений джедаем принято называть человека, следующего по пути духовного и физического совершенствования, независимо от предпочитаемых им духовных учений и боевых искусств. В других занимаются спортом, взяв от «Звёздных войн» лишь эстетику боя.

## «Рыцарь-джедай»
Если отталкиваться от сюжета киноэпопеи, то определение «рыцарь-джедай» в качестве вероисповедания не совсем корректно. В вымышленной вселенной «Звёздных войн» рыцарь-джедай — это человек или инопланетянин, от рождения имеющий способности к управлению Силой, вступивший в Орден Джедаев и обученный в нём. Джедаист же, то есть, человек, просто верящий в существование Великой Силы, вовсе не обязательно является рыцарем Ордена.

## Основа мировоззрения: Сила
Один из важнейших элементов вселенной «Звёздных войн» — это «Сила», всеобъемлющее энергетическое поле, подконтрольное достигшим определённого духовного развития живым существам, причём уровень контроля над Силой различен в зависимости от врождённых способностей и тренированности. Сила описана в фильме Оби-Ваном Кеноби как «энергетическое поле, создаваемое всеми живыми существами, которое окружает нас, находится внутри нас, и связывает воедино Галактику». Человек, способный ощущать Силу, при условии тренировок с юного возраста, может научиться направлять Силу и, пройдя в Ордене испытания, получить звание рыцаря-джедая. Владение Силой — это управление окружающим пространством (энергия, материя, мысли), влияние на это пространство.
Упрощённо говоря, владение Силой делится на Светлую и Тёмную стороны. Орден Джедаев учит использовать Силу только со Светлой стороны, основываясь на отказе от личных амбиций и альтруизме. Идеалами для джедаев являются всеобщий мир и гармония, а в бою — хладнокровие, смелость и изобретательность. Великая сила, черпаемая в равновесии и спокойствии, может использоваться только для защиты. Ситхи, напротив, используют силу с Тёмной стороны, основываясь на эгоизме и жажде власти. Ситхи используют страх, ненависть, агрессию, коварство. Великая сила для них — метод нападения, сила — несущая смерть, черпаемая из своих страстей и страхов. Кроме джедаев и ситхов, в так называемой «Расширенной вселенной „Звёздных войн“» фигурируют и другие школы и Ордена адептов как Светлой, так и Тёмной стороны.
В кратком изложении учение джедаев существует в виде Кодекса, отражённого в книгах серии «Звёздные войны». Кодекс состоит из пяти Истин:

| There is no emotion, there is peace.       | Нет эмоций — есть покой.          |
| There is no ignorance, there is knowledge. | Нет невежества — есть знание.     |
| There is no passion, there is serenity.    | Нет страсти — есть безмятежность. |
| There is no chaos, there is harmony.*      | Нет хаоса — есть гармония.*       |
| There is no death, there is the Force.     | Нет смерти — есть Сила.           |

* Истина о хаосе и гармонии приводится не во всех публикациях Кодекса.

Очевидно, что моральные нормы и жизненные принципы джедаизма во многом перекликаются с традиционными религиями и нормами светской этики. Относительно Силы Джордж Лукас, в своём интервью журналу Wired, также заметил, что «подобные термины широко применялись многими людьми на протяжении последних 13 тысяч лет для описания „жизненной силы“».